# Megaciella annectens
Megaciella annectens är en svampdjursart som först beskrevs av Ridley och Arthur Dendy 1886.  Megaciella annectens ingår i släktet Megaciella och familjen Acarnidae. Inga underarter finns listade i Catalogue of Life.